# La Monte Young
La Monte Young (ur. 14 października 1935) – amerykański kompozytor, którego ekscentryczna i często trudno dostępna twórczość zaliczana jest do najważniejszych dzieł awangardowych i eksperymentalnych XX wieku. Jego utwory zainspirowane Fluxusem i minimalizmem podważają tradycyjne rozumienie muzyki, podkreślają też niedoceniane dotąd elementy wykonawcze dzieła muzycznego. Zaliczany do „wielkiej czwórki” minimalistów, obok Philipa Glassa, Steve’a Reicha i Terry’ego Rileya, pomimo tego, że ma niewiele wspólnego z Glassem i Reichem.
Young urodził się w mormońskiej rodzinie z miejscowości Bern w stanie Idaho. Jego ojciec poszukując pracy wielokrotnie zmuszał rodzinę do przeprowadzki, zanim osiedliła się na dobre w Los Angeles w Kalifornii.
Studiował w Los Angeles City College. Był w tym czasie tak dobrym saksofonistą, że dostał się do szkolnego zespołu jazzowego wyprzedzając na przesłuchaniu Erica Dolphy’ego. Podobnie jak on, grywał też z Ornette’em Colemanem, Donem Cherrym i Billym Higginsem.
Później wstąpił na Uniwersytet Kalifornijski w Los Angeles, by tam studiować muzykę, a potem na Uniwersytet Kalifornijski w Berkeley. Studiował muzykę elektroniczną z Richardem Maxfieldem, uczęszczał także na letnie kursy w Darmstadzie z Karlheinzem Stockhausenem. W czasie studiów zrezygnował z gry na saksofonie, by całkowicie skoncentrować się na komponowaniu. Źródłem inspiracji był dla niego Anton Webern, śpiewy gregoriańskie oraz muzyka różnych kultur, włącznie z klasyczną muzyką Indii i indonezyjskim gamelanem. Zainteresowania te oraz pragnienie nauczenia się rozpoznawania interwałów na słuch doprowadziły go na rozpoczęte w 1970 roku studia w Pandit Pran Nath (wśród studentów była jego żona Marian Zazeela oraz Terry Riley).
Wczesne dzieła Younga powstały na bazie dwunastotonowej techniki Arnolda Schőnberga (u którego studiował w Los Angeles), kilka z nich kompozytor później zniszczył. Gdy był w Darmstadzie poprzez Stockhausena odkrył Johna Cage’a wskutek czego zainteresował się teatralnymi elementami w muzyce. Pod wpływem muzyki niezachodniej, zaczął też włączać burdony do muzyki.
Po zaangażowaniu się w ruchu Fluxus, w 1960 roku Young napisał kolekcję swych najbardziej znanych utworów „Compositions 1960”, w których uwypuklony został element teatralny muzyki. Składają się z prostych instrukcji dla wykonawcy, zamiast tradycyjnego zapisu nutowego, jak na przykład „narysuj prostą linię i idź za nią”, inne każą mu zapalić ogień albo wypuścić motyla w pomieszczeniu.
Inne niekonwencjonalne dzieła Younga, to na przykład utwór, w którym muzyk tylko raz gra dwudźwięk, składający się z B małego oraz F# razkreślnego; dźwięk ma w naturalny sposób wybrzmieć. W innym utworze Young nakazuje pchnąć fortepian w kierunku najbliższej ściany; jeśli fortepian przebije się przez ścianę należy pchać go dalej, dopóki wykonawca ma siły. Inne dzieło wymaga, aby artysta oddał mocz.
Young skomponował też dzieła bardziej tradycyjne. Jednym z jego najbardziej znanych wczesnych dzieł jest „Trio for Strings” z 1958 roku, które choć wtedy wydawało się ekstremalne, dzisiaj uważane jest za dość konwencjonalne. Jest to dzieło serialistyczne, lecz technika nie sprawia, że jest intensywne i skomplikowane; trio rozwija się powoli, wręcz cicho, i jest pełne przeciągłych dźwięków.
W 1962 Young napisał pierwszy utwór bazujący na przeciągłych dźwiękach w skali naturalnej „The Second Dream of the High-Tension Line Stepdown Transformer” – była to również pierwsza kompozycja Younga wykorzystująca elektronikę. Utwór ten, jeden z „The Four Dreams of China” bazuje na czterech wysokościach dźwięku o proporcjach częstotliwości 36-35-32-24 (G, C, +C#, D), ogranicza także użycie ich z innymi. Od tej chwili większość kompozycji Younga bazuje na dronach wybranych dźwięków, granych ciągle, oraz zestawie długo brzmiących wysokości dźwięków, na których można improwizować.
„The Four Dreams of China” miało zostać odegrane w instalacji składającej się ze światła i dźwięku, w której żyliby muzycy i tworzyli muzykę 24 godziny na dobę – Young założył The Theater of Eternal Music, który miał zrealizować ten projekt. Początkowo w skład grupy wchodziła jego żona Marian Zazeela, która posługiwała się światłem – „The Ornamental Lightyears Tracery” – we wszystkich występach od 1965 roku, Angus MacLise oraz Billy Name. W 1964 zespół składał się z Younga z żoną (głosy), Tony’ego Conrada oraz Johna Cale’a (smyczki) i czasami Terry’ego Rileya (głos). Od 1966 roku Young wystawiał „Dream Theater” pomimo przerw spowodowanych brakiem funduszy na tak niezwykły, wymagający i drogi projekt.
Większość dzieł Younga ma bardzo długie tytuły, jak na przykład „The Tortoise Recalling the Drone of the Holy Numbers as They Were Revealed in the Dreams of the Whirlwind and the Obsidian Gong, Illuminated by the Sawmill, the Green Sawtooth Ocelot and the High-Tension Line Stepdown Transformer”. Podobnie one same są przeważnie ekstremalnie długie, a wiele nie ma nawet początku ani końca, który istniałby przed konkretnym wykonaniem. Young i Zazeela „wydłużają” dobę ponad dwadzieścia cztery godziny, przedłużając czuwanie bez snu.
La Monte Young był artystą niezwykle wpływowym, rozpoczynając na wkładzie Johna Cale’a w muzykę Velvet Underground kończąc na jego następcach: Tony Conrad, Jon Hassell, Rhys Chatham, Michael Harrison, Henry Flynt oraz Catherine Christer Hennix.